# Nuevo Ubero
Nuevo Ubero är en ort i Mexiko.   Den ligger i kommunen Matías Romero Avendaño och delstaten Oaxaca, i den sydöstra delen av landet, 500 km sydost om huvudstaden Mexico City. Nuevo Ubero ligger 96 meter över havet och antalet invånare är 418.
Terrängen runt Nuevo Ubero är huvudsakligen platt, men västerut är den kuperad. Runt Nuevo Ubero är det ganska glesbefolkat, med 28 invånare per kvadratkilometer. Närmaste större samhälle är Suchilapan del Río, 9,9 km nordost om Nuevo Ubero. Omgivningarna runt Nuevo Ubero är en mosaik av jordbruksmark och naturlig växtlighet.